# Bagni di Lucca
Bagni di Lucca är en ort och kommun i provinsen Lucca i regionen Toscana i Italien. Kommunen hade 5 932 invånare (2018).